# Jiří Moskal
Jiří Moskal (ur. 3 maja 1948) – czechosłowacki kierowca wyścigowy.

## Kariera
Uczestniczył się w wyścigach górskich. Pod koniec lat 70. rozpoczął uczestnictwo w Pucharze Pokoju i Przyjaźni. W 1978 roku zajął siódme miejsce w klasyfikacji generalnej, rok później był trzeci, natomiast w sezonie 1980 zdobył tytuł wicemistrzowski. W 1981 roku wygrał w ramach Pucharu dwa wyścigi i zdobył mistrzostwo, został również mistrzem Czechosłowacji. W latach 1982–1983 był trzeci w Pucharze Pokoju i Przyjaźni, a w sezonie 1986 – siódmy. W 1987 zajął trzecie miejsce w Rajdzie Paryż-Dakar w klasyfikacji samochodów ciężarowych, natomiast rok później był drugi.
Żonaty, ma dwoje dzieci.